# Алаярви, Тойво
Тойво Алаярви (фин. Toivo Alajärvi; 10 марта 1906, Гельсинфорс, Великое княжество Финляндское, Российская империя — 13 марта 1981, Нурмиярви, Финляндия) — финская актриса
 кино и телевидения, ведущая.
В 1920—1930-х годах работала ведущей финского танцевального оркестра Dallapé-orkesteri. Во время Советско-финской войны (1941—1944) была ведущей развлекательных вечеров, выступала в качестве юмориста-исполнителя Министерства обороны Финляндии (1942). В 1941—1944 годах была ведущей трансляций еженедельных парадов, проводимых в Хельсинки.
Снималась в кино и на телевидении.

## Избранная фильмография
- Мимми из Мухоса / Mimmi, 1952
- Muuan sulhasmies, 1956
- Lauantai-ilta kestikievarissa (TВ-сериал), 1963
- Vapputanssit (TВ-сериал), 1965